# Opistophthalmus litoralis
Espèce
Synonymes
- Opistophthalmus wahlbergi litoralis Lawrence, 1955

Opistophthalmus litoralis est une espèce de scorpions de la famille des Scorpionidae.

## Distribution
Cette espèce se rencontre en Namibie et en Angola.

## Systématique et taxinomie
Cette espèce a été décrite sous le protonyme Opistophthalmus wahlbergi litoralis par Lawrence en 1955. Elle est élevée au rang d'espèce par Lawrence en 1969.

## Publication originale
- Lawrence, 1955  : Solifugae, Scorpions and Pedipalpi, with checklists and keys to South African families, genera and species. Results of the Lund University Expedition in 1950-1951. South African Animal Life, vol. 1, p. 152-262.